# Ron Padgett

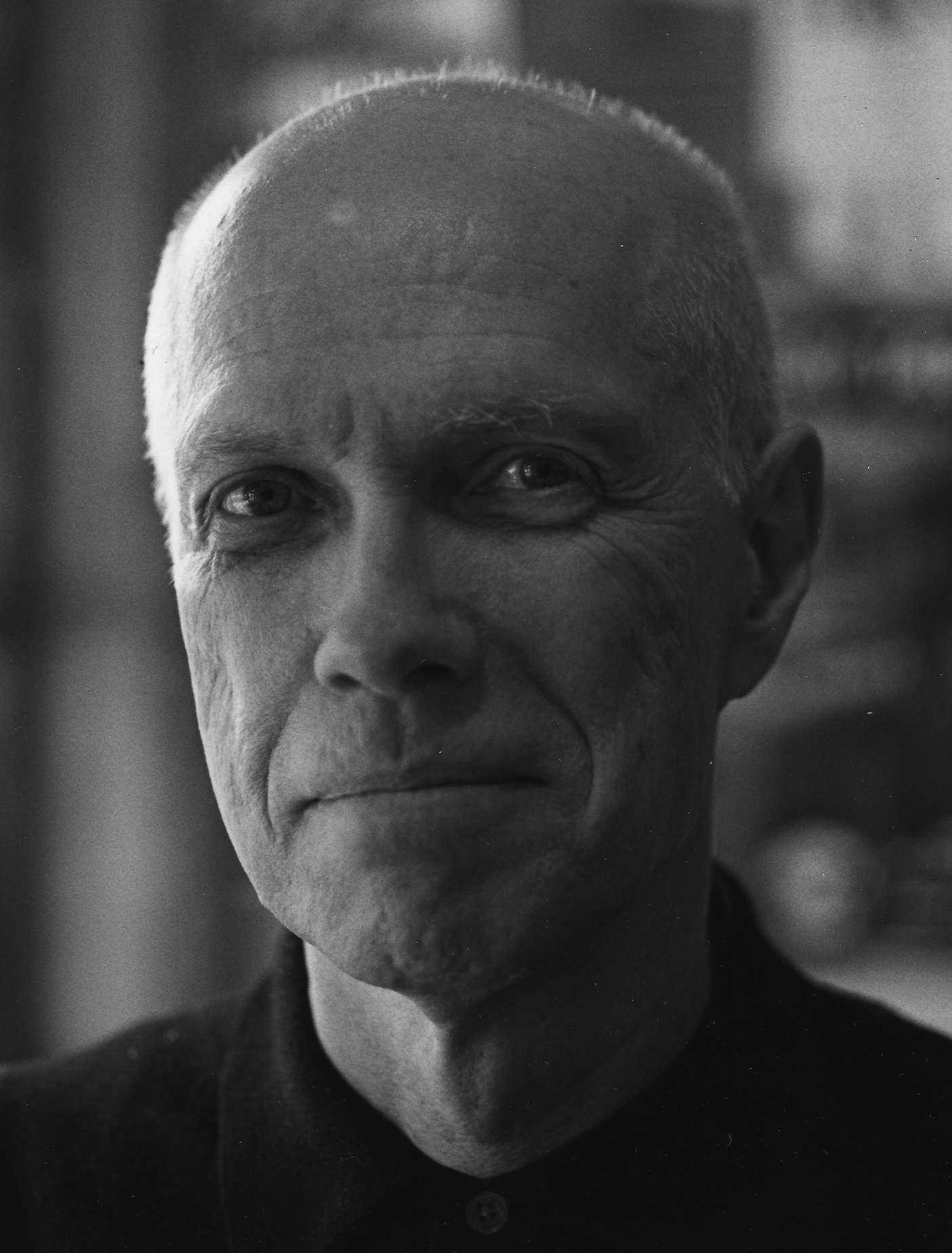
Ron Padgett (2021)

Ron Padgett (* 17. Juni 1942 in Tulsa, Oklahoma) ist ein US-amerikanischer Dichter, der zur New York School of Poetry gezählt wird. Padgett selbst lehnt diese Kategorisierung jedoch ab.

## Leben
Padgett begann sein Studium der Englischen Literatur und Vergleichenden Literaturwissenschaft an der Columbia University in New York im Herbst 1960. Er erwarb seinen B.A. 1964. Wichtige Lehrer waren Kay Boyle, Howard Nemerov und Kenneth Koch, der ihn für französische Lyrik, Surrealismus und Dada interessierte. Padgett ging anschließend mit einer Fulbright Fellowship nach Paris. Seit 1966 lebt er in New York.
Er war ein Poetry-Workshop-Leiter an der St. Mark’s-in-the-Bowery (1968/69) und unterrichtete anschließend bis 1976 Dichtung in öffentlichen Schulen New Yorks im Poets in the Schools-Programm. Von 1978 bis 1981 war er ein Direktor des St. Mark’s Poetry Project. Er war von etwa 1982 bis 1999 der Verantwortliche für die Publikationen der Teachers & Writers Collaborative und neben Joan Sloan und Anne Waldman einer der Verleger der Full Court Press (etwa 1973–1989). Padgett hatte, mit Dick Gallup und Joe Brainard, schon als Oberschüler in Tulsa eine Literaturzeitschrift herausgegeben, die White Dove Review (5 Nummern, 1959/60).
Für den Film Paterson schrieb er die Gedichte des Busfahrers Paterson (2016).
2018 erhielt Padgett die Frost Medal.

## Werkauswahl
- In Advance of the Broken Arm. C Press, New York 1964
- mit Ted Berrigan & Joe Brainard: Some Things. C Press, New York 1964
- Two Stories for Andy Warhol. C Press, New York 1965
- Sky: An Opener. Goliards Press, Bellingham, WA, 1966
- mit Ted Berrigan & Joe Brainard: Bean Spasms: Poems and Prose. Kulchur Press, New York 1967[2]
- Great Balls of Fire. Holt, Rinehart & Winston, New York 1969. Revidierte Neuauflage: Coffee House Press, Minneapolis, MN, 1990.
  - Große Feuerbälle. Rowohlt, das neue buch, Nr. 34, Reinbek 1973
- mit Jim Dine: The Adventures of Mr. & Mrs. Jim & Ron. Grossman/Viking 1970
- Sweet Pea. Aloes 1971
- Toujours l’amour. SUN, New York 1976
- Tulsa Kid. Z Press, Calais, VT, 1979
- Triangles in the Afternoon. SUN, New York 1980
- The Big Something The Figures, 1990
- Blood Work: Selected Prose. Bamberger Books, 1993
- Ted: A Personal Memoir of Ted Berrigan. The Figures, 1993
- New and Selected Poems. David R. Godine, Boston 1995.
- Albanian Diary. The Figures, 1999
- The Straight Line: Writings on Poetry & Poets. University of Michigan Press, 2000
- Poems I Guess I Wrote. Cuz Editions 2001
- You Never Know. Coffee House Press, Minneapolis, MN, 2002
- Oklahoma Tough. University of Oklahoma, 2003
- Joe: A Memoir of Joe Brainard. Coffee House Press, Minneapolis, MN, 2004
- How to Be Perfect. Coffee House Press, Minneapolis, MN, 2008.
- Die schönsten Streichhölzer der Welt: Gedichte. Englisch – Deutsch (Hrsg/Übers. Jan Volker Röhnert) Dieterich’sche Verlagsbuchhandlung, 2017

als Herausgeber
- The Complete Writings of Joe Brainard with an introduction by Paul Auster. Library of America, New York City, New York 2012, ISBN 978-1-59853-149-7.